# Águas de Santa Bárbara
Águas de Santa Bárbara é um município brasileiro localizado no interior do estado de São Paulo. Sua população estimada em 2024 pelo IBGE era de 7.407 habitantes.

## Estância hidromineral
Águas de Santa Bárbara é um dos municípios paulistas considerados estâncias hidrominerais pelo Estado de São Paulo, por cumprirem determinados pré-requisitos definidos por Lei Estadual. Tal status garante a esses municípios uma verba maior por parte do Estado para a promoção do turismo regional. Também, o município adquire o direito de agregar junto a seu nome o título de Estância Hidromineral, termo pelo qual passa a ser designado tanto pelo expediente municipal oficial quanto pelas referências estaduais.

## História
A cidade tem sua origem na histórica freguesia de São João de São Domingos que, ao entrar em decadência, teve sua sede transferida para o povoado de Santa Bárbara do Rio Pardo, que se transformou na atual cidade de Águas de Santa Bárbara.

### Origens
Quando o tropeiro Joaquim da Costa e Abreu, em torno de 1834/1835, garantiu aos fazendeiros botucatuenses uma relativa segurança contra os perigos indígenas no alto da serra, o sertão tornou-se atrativo para posses adiante da serra e nisto, entre outros, aventurou-se o Capitão Apiaí (Ignácio Dias Baptista), assenhorando-se de terras de campos e matas nas cabeceiras do rio Turvo e entre os rios Claro e Turvinho, e das nascentes e vertentes dos ribeirões São Domingos e Forquilha, até a foz no rio Turvo.
Dessas posses formou fazendas, dentre elas a São Domingos, cuja sede foi transformada numa povoação onde residiam trabalhadores e famílias do lugar e das propriedades adjacentes menores. Essa povoação se formou nas cabeceiras do rio Turvo, por volta de 1835. O capitão Apiaí foi morto em 1838, por índios que atacaram sua fazenda Rio Claro, no alto da serra, e anos depois sua viúva e herdeiros registraram partes das posses herdadas e alienaram outras.
No final de 1851 Francisco Dias Baptista, filho de Ignácio Dias Baptista e Flávia Domitila Monteiro, vendeu a fazenda São Domingos com o respectivo povoado aos irmãos Joaquim Manoel de Andrade e Manoel Joaquim de Andrade. Em maio de 1856 promoveu-se o registro paroquial das terras em nome de João Bernardino da Silveira e dos filhos Joaquim Manoel, Manoel Joaquim e Messias José de Andrade.
O povoado de São Domingos, em 1852, estava identificado documentalmente como sede do 12º Quarteirão Eleitoral de Botucatu. Aos 18 de fevereiro de 1856 a Igreja elevou o povoado de São Domingos à condição de paróquia, sob o nome São João de São Domingos, para atendimento às capelas (povoações) que se formavam adiante, entre os rios Tietê e Paranapanema.
Dois anos depois, o governo da província de São Paulo conferia ao lugar a condição de freguesia, pela Lei Provincial nº 27, de 20 de abril de 1858, sob o nome de São Domingos, mencionado nos assentos eclesiais como São João de São Domingos.
Assim as entranças para o sertão do Vale do Paranapanema passavam pelo povoado de São João de São Domingos, que durante uma quinzena de anos foi considerada sentinela e fortaleza do sertão (de 1835 a 1860), e manteve até 1873 sua importância eclesiástica de todo o rincão adiante.
Em 1871, no território da freguesia de São Domingos, então já pertencendo ao município de Lençóis, foram doadas terras localizadas as margens do rio Pardo por Francisco Dias Baptista e Pedro Dias Baptista, os filhos do conhecido Capitão Apiaí (Ignácio Dias Baptista), membros de tradicional família paulista, para a criação de um novo povoado.
O novo povoado foi chamado Santa Bárbara, em função da Padroeira, cuja imagem foi trazida de Minas Gerais pelos primeiros moradores, as famílias Dias Baptista e Marques do Vale e, mais tarde, Santa Bárbara do Rio Pardo, devido à sua localização.
Com a elevação do povoado de Santa Cruz do Rio Pardo à condição de freguesia, em 1872, e a paróquia no ano seguinte, São João de São Domingos perdeu a ostentação eclesiástica e civil que possuía, e logo após, em 1874, perdeu também a condição de freguesia, transferida para a florescente povoação de Santa Bárbara do Rio Pardo, elevada a condição de vila em 1876.

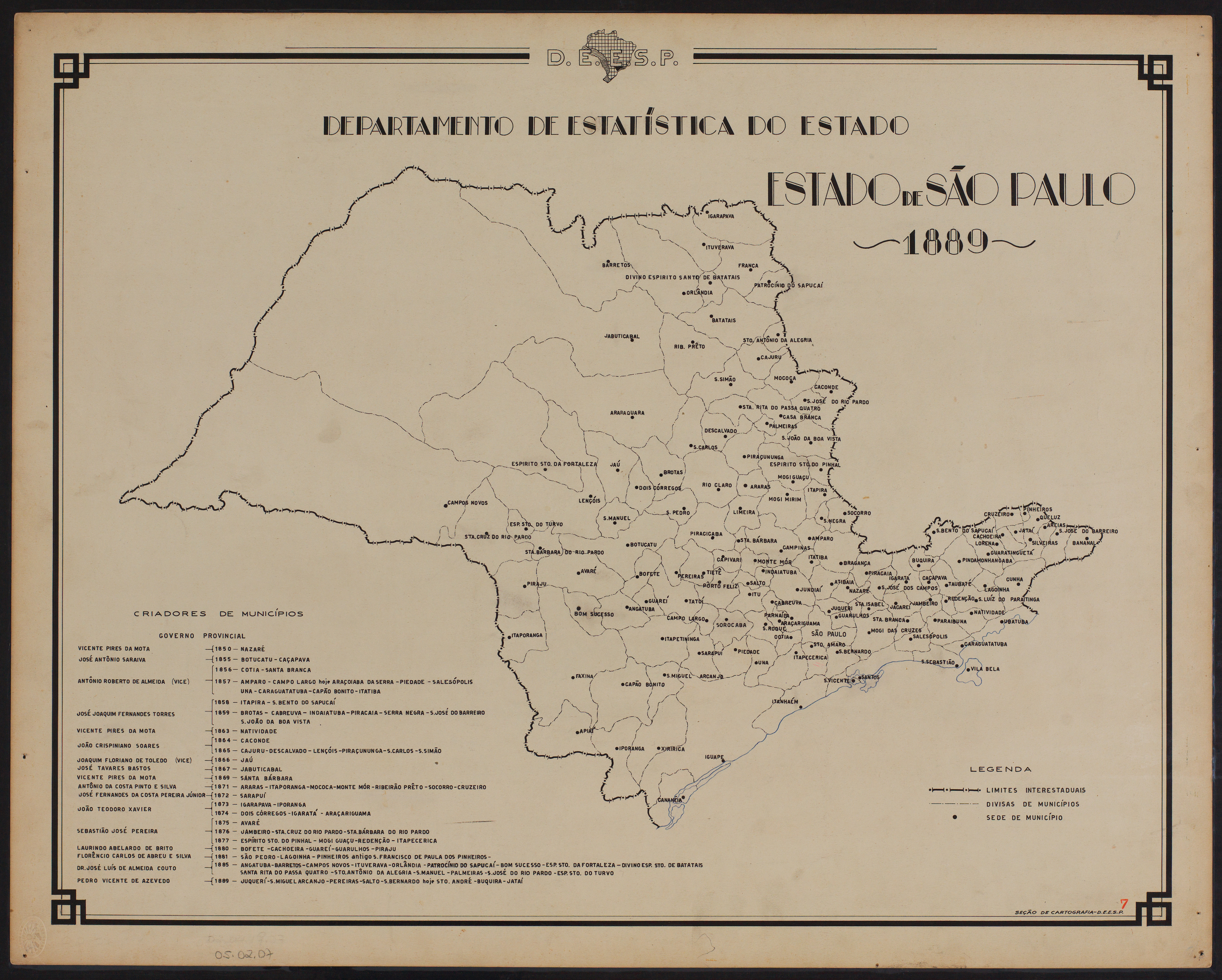
Estado de São Paulo (1889).

Quanto a antiga São João de São Domingos, esta posteriormente passou a ser chamada de Tupá, até entrar numa decadência tão profunda que simplesmente desapareceu.

### Formação territorial-administrativa
Histórico da formação do município:
- Freguesia criada com o nome de São Domingos, no município de Botucatu, pela Lei Provincial n.º 27, de 20/04/1858.
- A Lei Provincial n.º 56, de 16/04/1868, transfere a freguesia de São Domingos do município de Botucatu para o de Lençóis.
- A sede da freguesia é transferida para a capela de Santa Bárbara do Rio Pardo, assumindo esta denominação, pela Lei Provincial n.º 41, de 16/04/1874.
- Elevado à categoria de vila com a denominação de Santa Bárbara do Rio Pardo, pela Lei Provincial n.º 82, de 03/04/1876, desmembrado de Lençóis. Instalado a 07/05/1876.
- Elevado à categoria de cidade com a denominação de Santa Bárbara do Rio do Pardo, pela Lei Estadual n.º 1.038, de 19/12/1906.
- Pela Lei Estadual n.º 1.855, de 30/12/1921, é criado o distrito de Monção e anexado ao município de Santa Bárbara do Rio Pardo.
- Pelo Decreto-Lei Estadual n.º 14.334, de 30/11/1944, o distrito de Monção passou a denominar-se Iaras. Pelo mesmo Decreto-Lei Santa Bárbara do Rio Pardo perdeu terras para a formação do novo município de Manduri.
- A Lei Estadual n.º 1.671, de 01/06/1978, altera a denominação de Santa Bárbara do Rio Pardo para Águas de Santa Bárbara.
- A Lei Estadual n.º 6.645, de 09/01/1990, desmembra do município de Águas de Santa Bárbara o distrito de Iaras, elevado à categoria de município.

## Geografia

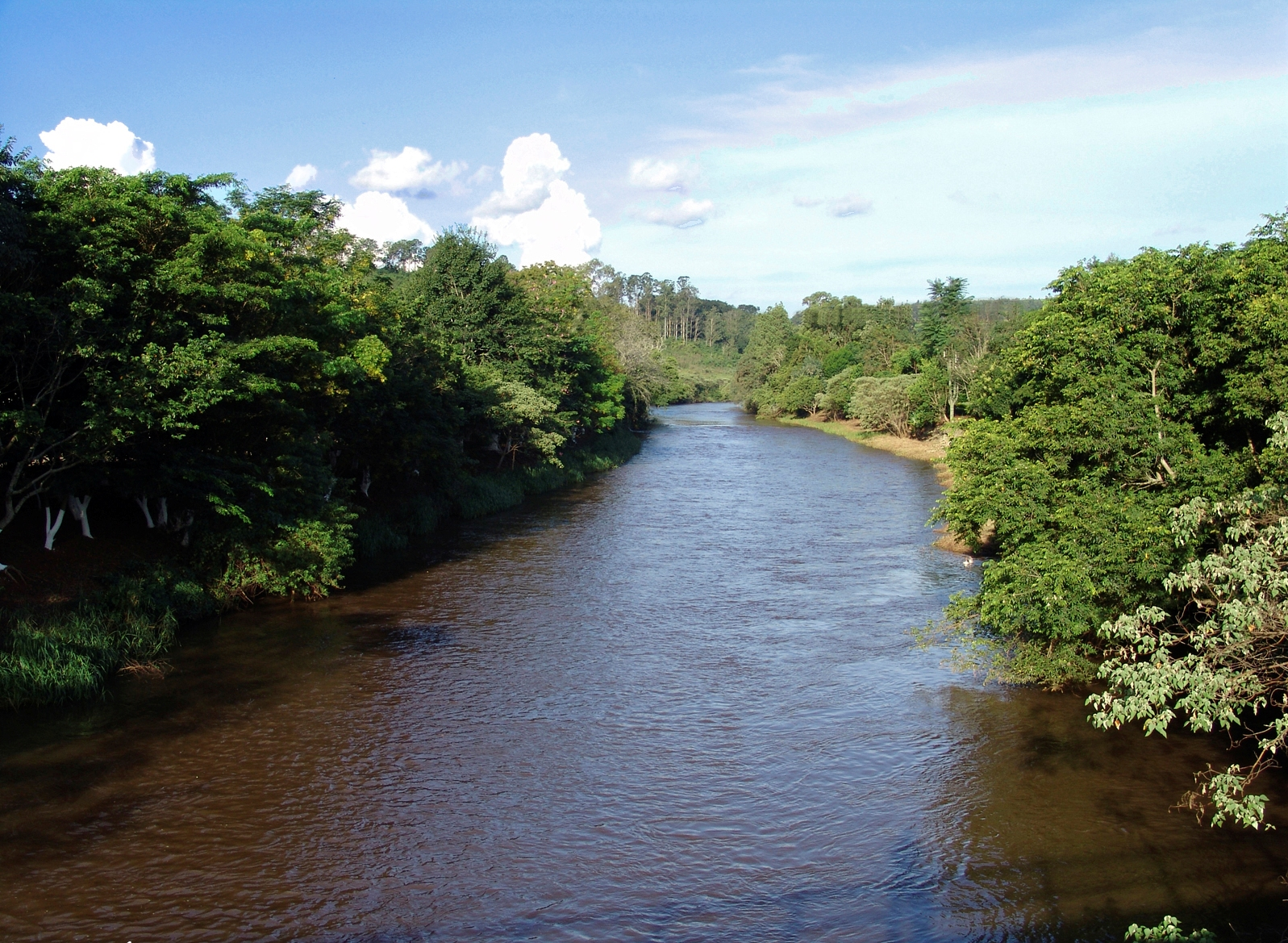
Trecho do rio Pardo em Águas de Santa Bárbara.

- Altitude: 544 (centro)
- Localização: Lat. 22º52' Sul; Long. 49º15' Oeste
- Área Total: 408,471 km²
- CEP: 18770-000

(Fonte: IBGE)

### Hidrografia
- Rio Pardo
- Rio Novo
- Rio Claro

### Rodovias
- SP-261
- SP-280

## Demografia

### População
| Crescimento populacional                             | Crescimento populacional | Crescimento populacional | Crescimento populacional |
| Ano                                                  | População Total          |                          | %±                       |
| ---------------------------------------------------- | ------------------------ | ------------------------ | ------------------------ |
| 1890                                                 | 3 633                    |                          | —                        |
| 1900                                                 | 2 252                    |                          | −38,0%                   |
| 1910                                                 | 3 850                    |                          | 71,0%                    |
| 1920                                                 | 8 192                    |                          | 112,8%                   |
| 1925                                                 | 10 799                   |                          | 31,8%                    |
| 1934                                                 | 10 484                   |                          | −2,9%                    |
| 1937                                                 | 11 209                   |                          | 6,9%                     |
| 1940                                                 | 8 446                    |                          | −24,6%                   |
| 1946                                                 | 6 234                    |                          | −26,2%                   |
| 1950                                                 | 5 372                    |                          | −13,8%                   |
| 1958                                                 | 4 356                    |                          | −18,9%                   |
| 1960                                                 | 5 078                    |                          | 16,6%                    |
| 1970                                                 | 4 723                    |                          | −7,0%                    |
| 1980                                                 | 4 632                    |                          | −1,9%                    |
| 1991                                                 | 6 049                    |                          | 30,6%                    |
| 2000                                                 | 5 224                    |                          | −13,6%                   |
| 2010                                                 | 5 601                    |                          | 7,2%                     |
| 2022                                                 | 7 177                    |                          | 28,1%                    |
| Est. 2024                                            | 7 407                    | [ 10 ]                   | 3,2%                     |
| Fontes: Censos Demográficos IBGE e Estimativas SEADE |                          |                          |                          |

## Política e administração
- Prefeito: Sgt. Wilian Meana UNIÃO BRASIL (2025/2028)
- Vice-prefeito: Nenê Zorzato UNIÃO BRASIL (2025/2028)
- Presidente da câmara: Cacá SOLIDARIEDADE (2025/2028)

## Infraestrutura

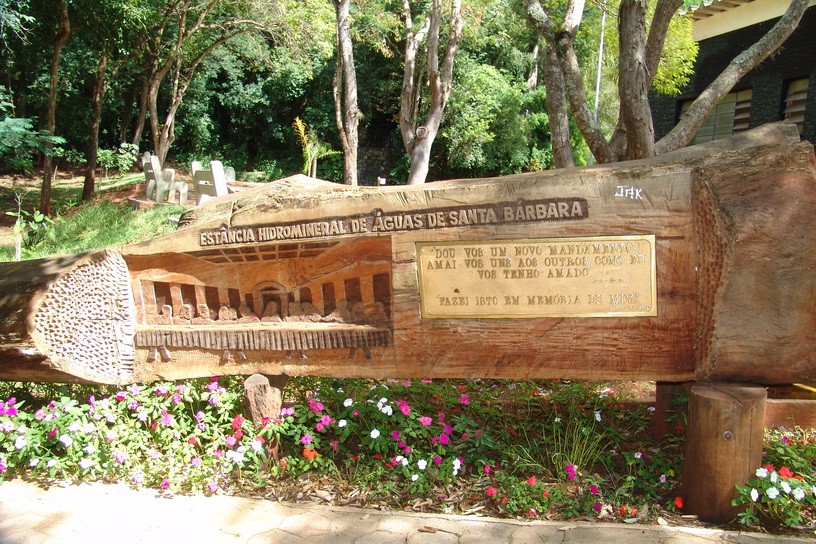
Monumento.

### Comunicações
O sistema de telefones automáticos foi inaugurado na cidade em 1976 pela Telecomunicações de São Paulo (TELESP), que também implantou o sistema de discagem direta à distância (DDD) em 1982 com o código de área (0147). Anteriormente a cidade era atendida pela Companhia de Telecomunicações do Estado de São Paulo (COTESP).
Na década de 90 o código DDD da cidade foi alterado para (014), para padronização do sistema telefônico com a telefonia celular que estava sendo implantada em todo o estado.

### Transportes
- Empresa Auto Ônibus Manoel Rodrigues

## Turismo

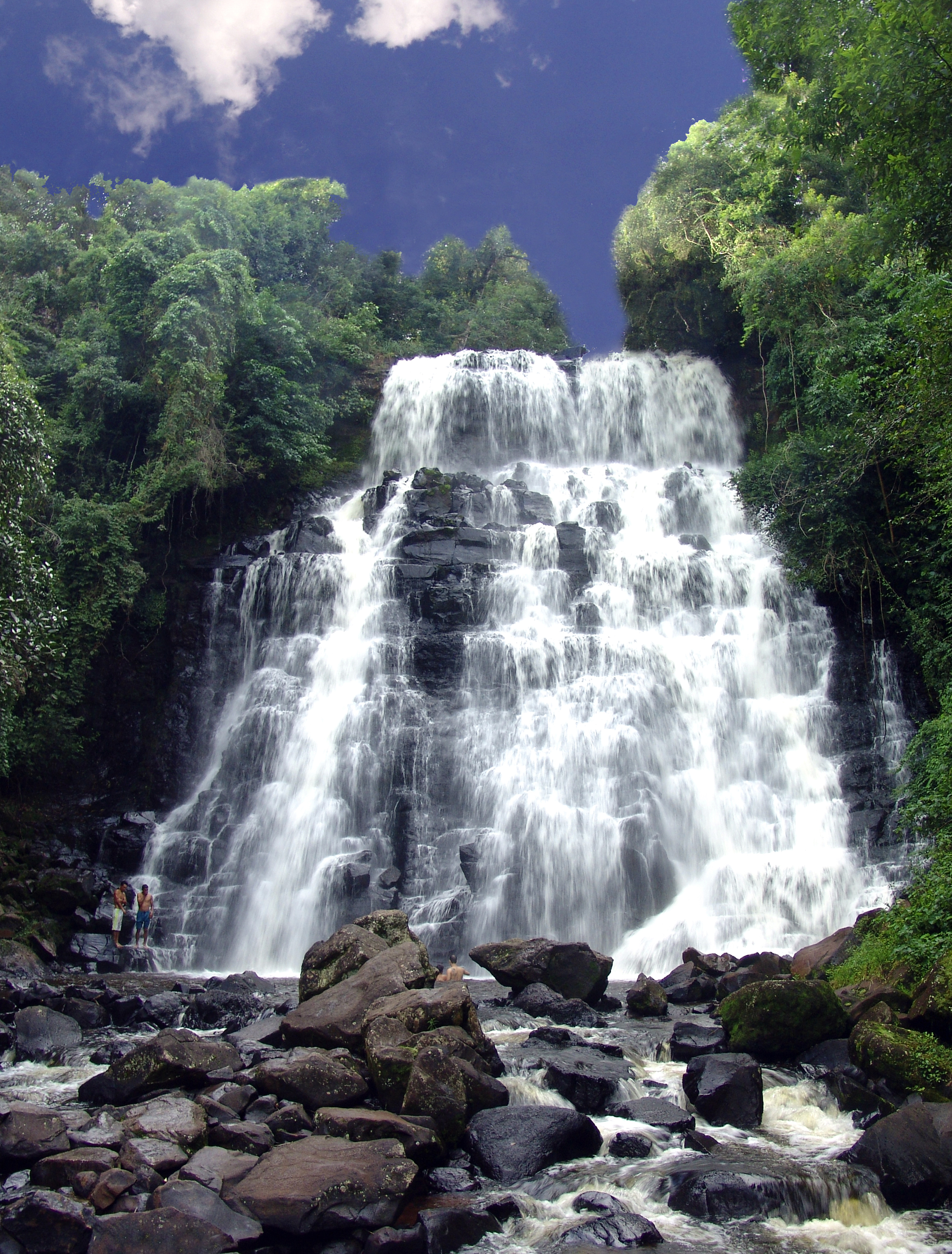
Cachoeira Capão Rico.

Águas de Santa Bárbara é conhecida como a Terra do Verde, da Paz e da Saúde, graças a uma das melhores águas minerais do Brasil. Por isso seu nome faz referência às suas águas e homenageia a padroeira da cidade. Com propriedades medicinais comprovadas cientificamente, suas águas se tornaram uma referência no tratamento de doenças.
As águas desta estância são reconhecidas por suas propriedades terapêuticas desde o século XIX. Este é o motivo principal da vinda de turistas de diversas partes do país, interessados na saúde e no bem-estar proporcionados. Com clima agradável, além de atrativas cachoeiras e de expressivos objetos do artesanato local, possui infraestrutura hoteleira, balneário, piscinas de água mineral e boa gastronomia.

### Cachoeiras
Águas de Santa Bárbara conta com mais de oito cachoeiras, entre elas a Capão Rico, que tem 37 metros de altura. Localizada em um ponto privilegiado com piscinas naturais, lindas trilhas e animais silvestres, dispõe de Boia Cross, Rafting, Sup (Stand Up Paddle – onde se fica em pé em uma prancha e, com um remo, desloca-se sobre as águas), Cachoeirismo (rapel na cachoeira) e Camping.

### Balneário Mizael Marques Sobrinho
As fontes do município ficam localizadas no Balneário Mizael Marques Sobrinho, no centro de uma área verde de mais de 95 mil metros quadrados.
O balneário foi inaugurado em 1964, e proporciona, além das imersões, o ofurô, a sauna e a ducha escocesa. Todas elas são maneiras de aproveitar a água terapêutica do local. Essa água não é somente mineral, ela é também radioativa e por esse motivo faz bem para uma série de doenças como asma, bronquite e diurese.
As águas possuem suavíssima ação laxativa, e devido a inúmeras qualidades, tornaram-na referência no tratamento de doenças crônicas ou que exijam cura prolongada. Sua ação principal manifesta-se na eliminação do ácido úrico, realizando uma excelente desintoxicação do organismo.

### Parque das Águas Guilhermina Bernardino de Souza

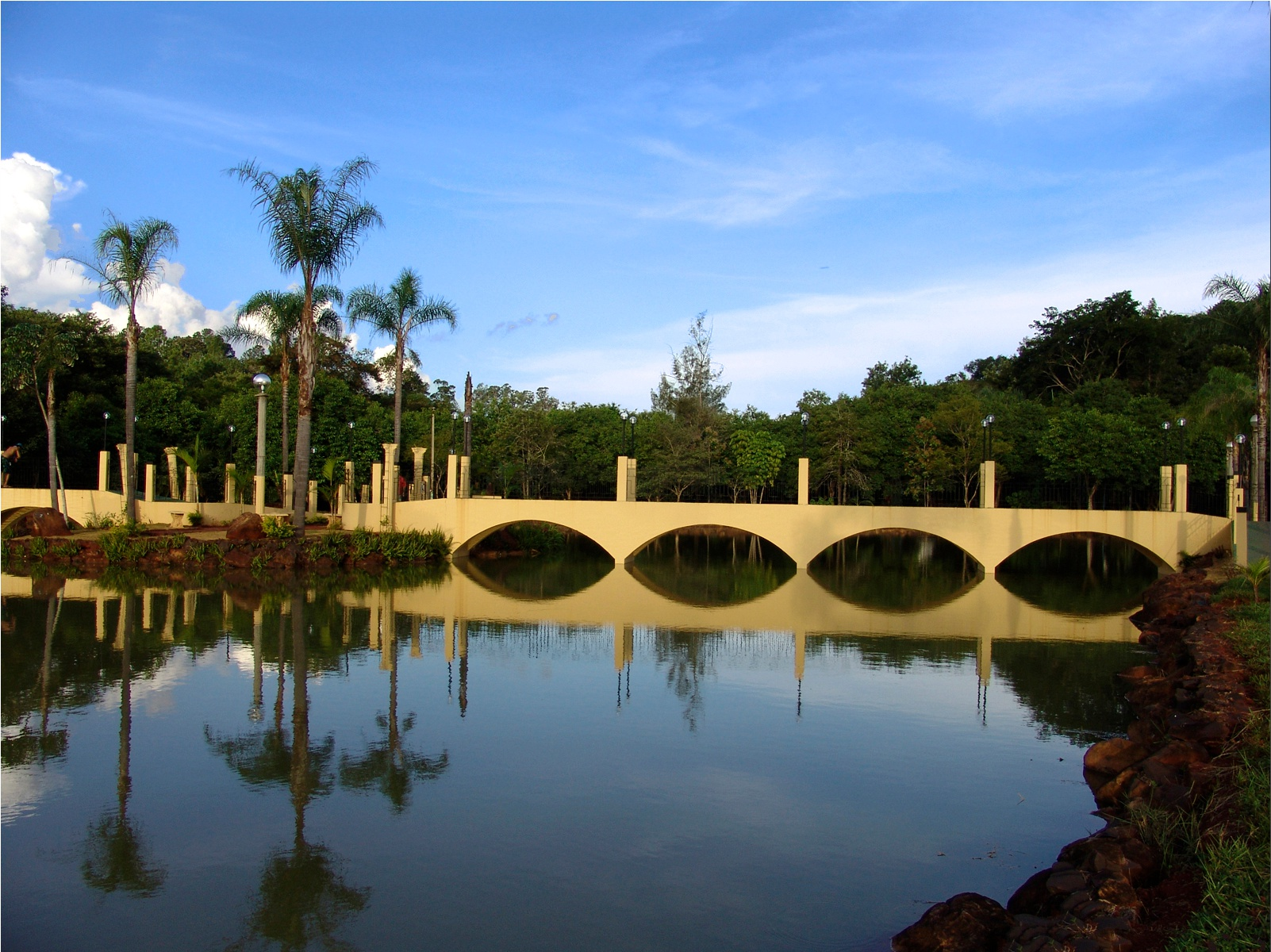
Parque das Águas.

Com mais de 76 mil m² de área verde, linda paisagem, três áreas com playgrounds para as crianças, trilhas e circuitos para caminhadas, aparelhos de ginástica e musculação ao ar livre, biblioteca, brinquedoteca, lagos, arvorismo e tirolesa, praças de alimentação, piscina externa, pista de skate, quadra de bocha e malha, quadra de basquete e quadra de tênis.
O parque está instalado junto ao Balneário Mizael Marques Sobrinho.

### Prainha do Parque dos Lagos
A Prainha do Parque dos Lagos é uma praia na beira do rio, com águas cristalinas e que possui areia macia. Um quiosque aconchegante oferece comidas e bebidas, além de oferecer uma vista espetacular do rio e da natureza exuberante ao seu redor.
Para os amantes da natureza, uma queda d’água convida para um banho revigorante e energizante.

### Casa do Artesão
Destaque da cidade, foi criada em 2003, tornando-se uma importante referência do artesanato local com peças em madeira, óleo sobre tela, bordados, tricôs, velas e sabonetes artesanais, entre outros.
Formada pelos artesãos do município, a casa é um dos locais mais procurados pelos turistas e visitantes da estância. Está localizada no centro ao lado da Praça da Bíblia.

## Religião

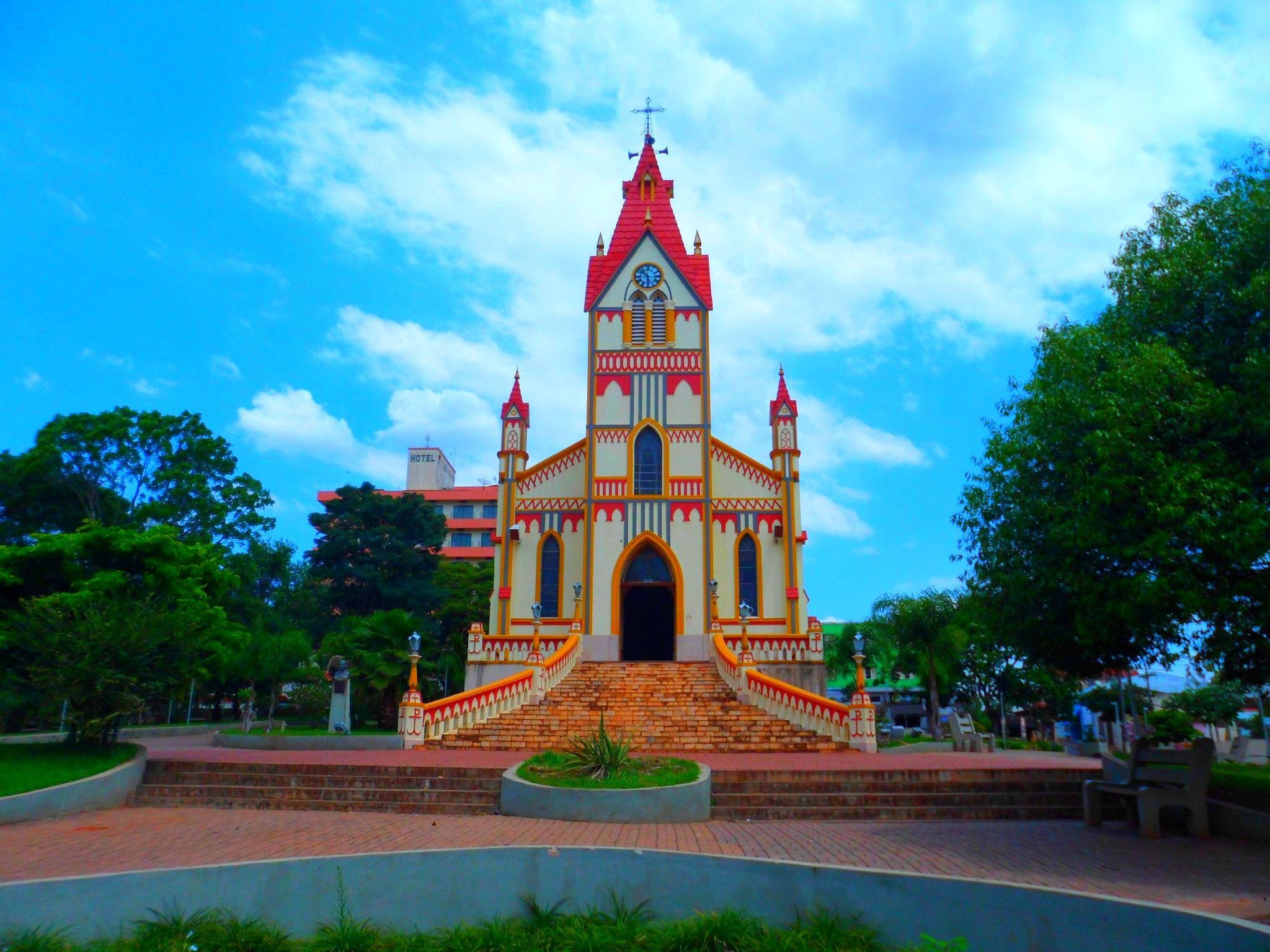
Igreja Matriz.

O Cristianismo se faz presente na cidade da seguinte forma:

### Igreja Católica
- O município faz parte da Arquidiocese de Botucatu.[22]

A Igreja Matriz de Santa Bárbara, cuja construção foi iniciada em 1934 e terminou em 1955, teve projeto e autoria do Dr. Nicolau de Flue Gut, em estilo gótico. Foi restaurada em 1982.

### Igrejas Evangélicas
Entre as igrejas protestantes históricas, pentecostais e neopentecostais, encontram-se na cidade:
- Assembleia de Deus Ministério do Belém.[25][26]
- Congregação Cristã no Brasil.[27]